# Chen Long
Chen Long (kinesiska: 谌 龙), född den 18 januari 1989 i Huangshi, Hubei, är en kinesisk badmintonspelare som vid Olympiska sommarspelen i Rio 2016 vann guld i herrsingel. Vid badmintonturneringen under OS 2012 i London tog han en bronsmedalj.